# Yhi
Dans la mythologie aborigène, Yhi est la déesse de la lumière et de la création ; elle représente également le soleil. Elle dormait dans le Temps du rêve jusqu'à ce qu'un sifflement la réveille. Quand elle ouvrit les yeux, la lumière descendit sur la Terre. Elle marcha sur celle-ci, les plantes poussant là où elle posait les pieds. Rapidement, le monde entier fut recouvert de verdure. Elle voulut, en supplément des plantes, créer quelque chose qui puisse danser. Cherchant un tel organisme, Yhi trouva de mauvais esprits qui s'étaient réfugiés sous la Terre et qui tentèrent de la tuer. Mais sa lumière chassa l'obscurité et des insectes de toutes sortes furent créés à partir d'elle. Elle les amena sur Terre, puis y trouva des cavernes de glace dans une montagne. Elle illumina de sa lumière les esprits qui y reposaient, faisant ainsi sortir les poissons et les lézards ainsi que beaucoup d'espèces d'oiseaux, de mammifères et d'amphibiens. Elle retourna ensuite dans son propre monde et protégea ses créations grâce au changement des saisons, leur promettant qu'une fois qu'elles seraient mortes, elles la rejoindraient au ciel. Quand elle disparut, l'obscurité revint et recouvrit la Terre. Les créatures créées par Yhi étaient tristes à l'idée qu'elle ne reviendrait jamais. Mais vint alors le premier lever de soleil, et Yhi réapparut.
Bien plus tard, après plusieurs millénaires de Temps du rêve, les animaux s'ennuyèrent de Yhi et elle décida de revenir juste une fois pour savoir ce qui n'allait pas. Le kangourou désirait sauter, le wombat voulait s'agiter sur le sol, alors que le phoque souhaitait nager. Le lézard voulait des jambes, la chauve-souris rêvait d'avoir des ailes et l'ornithorynque, lui, voulait un peu de tout. Yhi leur accorda ce qu'ils désiraient. Elle retourna ensuite dans le ciel et aperçut l'Homme qui n'avait pas de femme, à la différence de toutes ses autres créations. Alors que l'Homme dormait, la déesse mit toute sa puissance dans une fleur. Bientôt, l'Homme se réveilla et, rejoint par tous les autres animaux, l'observa longuement. Et la fleur se transforma en femme.